# Римбах (Доња Баварска)
Римбах (њем. Rimbach) град је у њемачкој савезној држави Баварска. Једно је од 31 општинског средишта округа Ротал-Ин. Према процјени из 2010. у граду је живјело 864 становника. Посједује регионалну шифру (AGS) 9277141.

## Географски и демографски подаци
Римбах се налази у савезној држави Баварска у округу Ротал-Ин. Град се налази на надморској висини од 454 метра. Површина општине износи 22,9 km². У самом граду је, према процјени из 2010. године, живјело 864 становника. Просјечна густина становништва износи 38 становника/km².